# الكولة (حالمين)

تعديل مصدري - تعديل

الكولة هي إحدى قرى عزلة حبيل الريدة بمديرية حالمين التابعة لمحافظة لحج، بلغ تعداد سكانها 76 نسمة حسب تعداد اليمن لعام 2004.